# Cathédrale Sainte-Thérèse-de-l'Enfant-Jésus de Sokodé
Cette  cathédrale n’est pas la seule cathédrale Sainte-Thérèse-de-l'Enfant-Jésus.
La cathédrale Sainte-Thérèse-de-l'Enfant-Jésus est une cathédrale catholique située à Sokodé, au Togo. Elle est le siège du diocèse de Sokodé.

## Historique
La construction de la cathédrale s'étend de novembre 1954 à juillet 1956 et la première pierre est bénie le 23 janvier 1955.